# Aeroportul Municipal Burley
Aeroportul Municipal Burley (IATA: BYI, ICAO: KBYI, FAA LID: BYI) este un aeroport din Idaho, Statele Unite ale Americii ce deservește zona Burley⁠(d). A fost numit după zona deservită.
Situat la o altitudine de 1.265 m, aeroportul dispune de 2 piste.

## Infrastructură

### Piste
Aeroportul dispune de 2 piste. Pista 02/20 are suprafața de asfalt și dimensiunile 4.092 picioare × 80 picioare. Pista 06/24 are suprafața de asfalt și dimensiunile 4.072 picioare × 75 picioare. 